# Улица Айзкрауклес (Рига)
Улица А́йзкрауклес  (латыш. Aizkraukles iela) — улица в Видземском предместье города Риги, в микрорайоне Тейка. Начинается от Бривибас гатве и ведёт в юго-восточном, восточном и северо-восточном направлении до улицы Дзербенес.
Общая длина улицы составляет 974 метра. На всём протяжении имеет асфальтовое покрытие, от 2 до 4 полос движения. На участке от улицы Таливалжа до улицы Дзербенес проходит троллейбусный маршрут № 16. После перекрёстка с улицей Лиелвардес проезжая часть становится значительно шире, полосы встречного движения разделены зелёной зоной. В этой части улицы расположены Академическая библиотека Латвийского университета, Институт органического синтеза и Институт механики полимеров Латвийского университета (ранее входил в структуру АН Латвии).

## История
Название улице Айзкрауклес было присвоено 19 сентября 1929 года, в честь средневекового Айзкраукльского замка. Переименований улицы не было. Новоустроенная улица первоначально доходила лишь до улицы Лиелвардес, но в 1934 году была продлена до улицы Дзербенес.

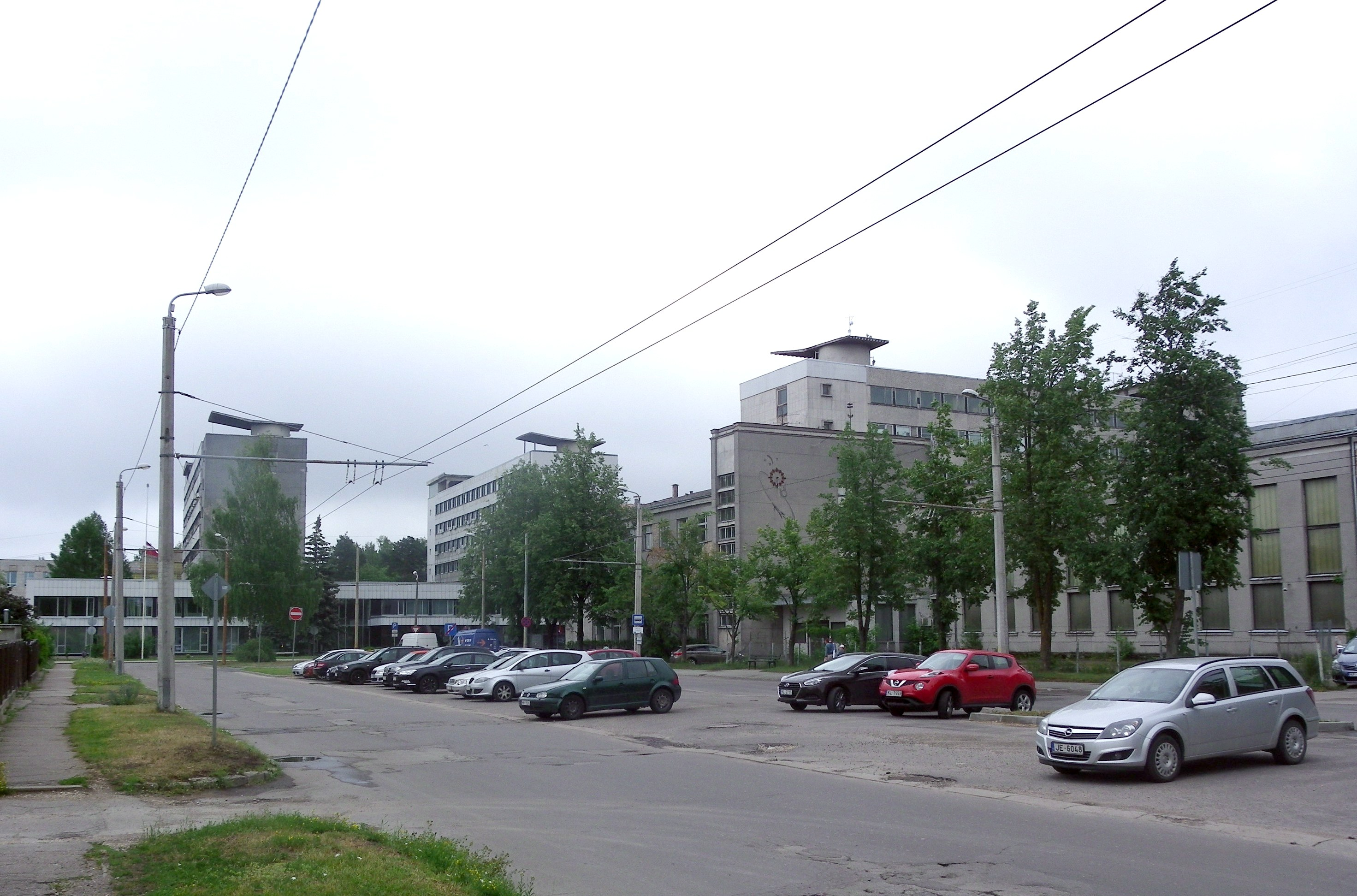
«Академгородок» в конце ул. Айзкрауклес

К концу 1930-х годов было застроено около 20 земельных участков. Застройка после перекрёстка с улицей Таливалжа сложилась уже во второй половине XX века: жилые дома до 5 этажей, несколько научно-исследовательских институтов.

## Примечательные здания

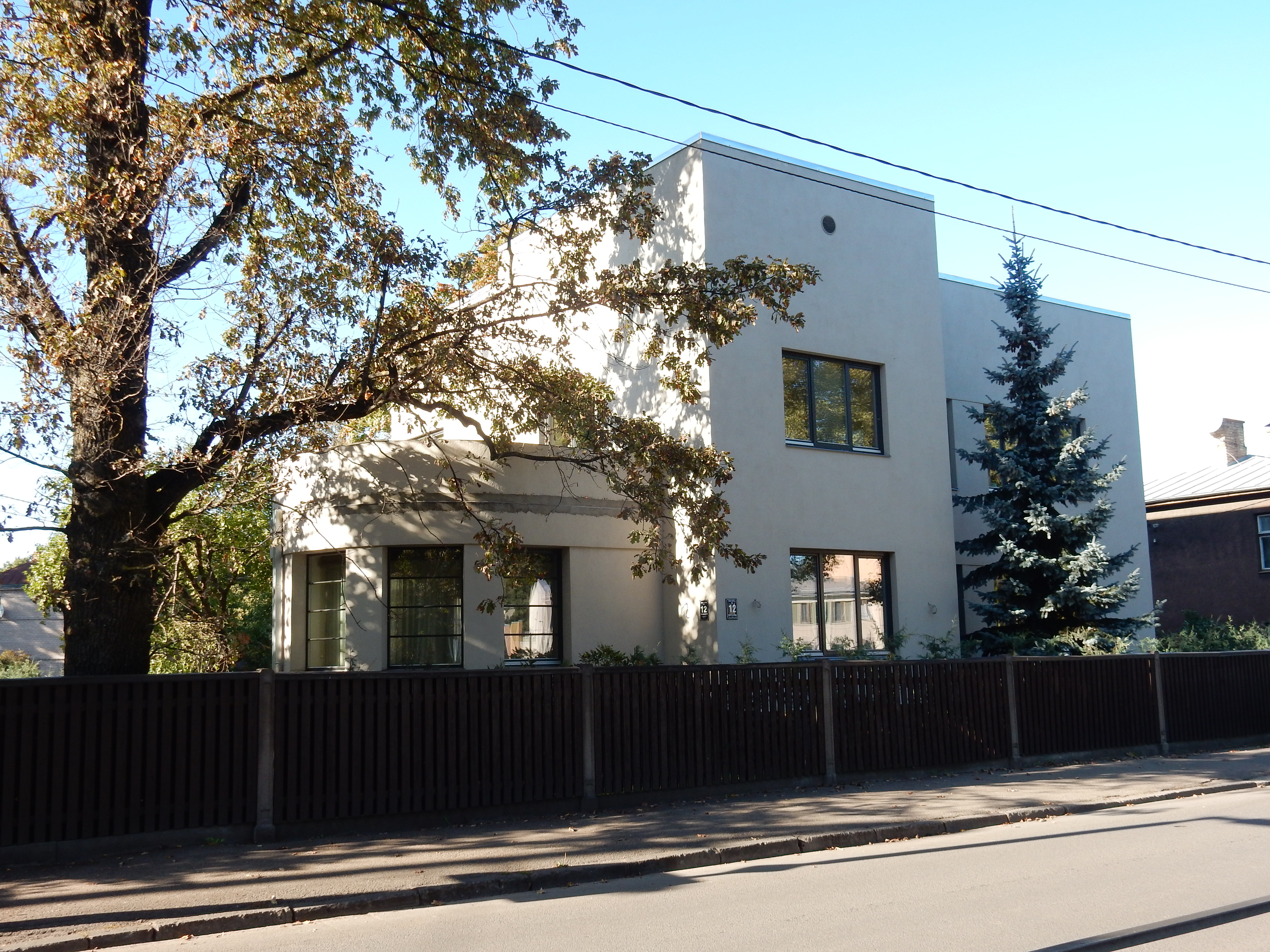
Дом № 12

- Жилые дома № 7 и № 12 (оба — постройки 1931 г.) являются охраняемыми памятниками архитектуры местного значения[5].
- 14-этажное здание Академической библиотеки Латвийского университета на углу с ул. Лиелвардес.

## Прилегающие улицы
Улица Айзкрауклес пересекается со следующими улицами:
- Бривибас гатве
- Улица Пудикя
- Улица Пекшена
- Улица Арайшу
- Улица Таливалжа
- Улица Буртниеку
- Улица Лаймдотас
- Улица Лиелвардес
- Улица Криву
- Улица Ленькя
- Улица Дзербенес